# Етерично масло
Етеричното масло е концентрирана хидрофобна течност, съдържаща летливи ароматични съединения от растения. Етеричните масла са известни също като летливи масла или просто като растителни масла на растението от което се извличат, като например масло от карамфил. Те носят отличителния аромат на растението.

## Добиване
Етеричните масла обикновено се извличат чрез дестилация, често с помощта на пара. Друг процес включва екстракция с помощта на разтворител.
В добиването на етерични масла се използва и технологията за екстракция чрез суперкритичен въглероден диоксид, която е „екологична“ алтернатива на конвенционалните методи за екстракция на биологично активни вещества от медицински и ароматни растения.
Счита се, че най-ранните техники и методи, използвани за производството на етерични масла, са на Ибн ал-Байтар (1188 – 1248 г.) – андалуски лекар, фармацевт и химик.

## Приложение
Поради своята наситеност и плътен аромат етеричните масла не се използват в чист вид, а разредени. Етеричните масла се използват в парфюмерията, козметиката, производството на сапуни, за ароматизиране на храни и напитки, както и за добавяне на аромати към продукти, например тамян и препарати за почистване в домакинството. Широко приложение намират в ароматерапията и профилактика на различни заболявания.
Етеричните масла са използвани като лекарство в миналото.